# まねき馬倶楽部
まねき馬倶楽部（まねきうまくらぶ）は、競馬を題材にしたスナック菓子シリーズ。および、菓子に付属するオマケの競馬グッズ（競馬カード・ピンズなど）の総称。公式ファンクラブの名称。
発売開始の1995年から2004年春までは東ハトより販売されていたが、2004年以後は株式会社プロジェクト・アドによって販売が続けられている（通信販売も可能。ただし、販売はケース単位）。菓子製造元は山芳製菓。
オマケ付き菓子（食玩）のカード分野として、カルビーより販売される「プロ野球チップス」と同様の販売形態である。まねき馬倶楽部独自の特徴として、販売当初より見られるスナック菓子の奇抜なフレーバー（焼きイカ味など）がある。オマケの競馬カードは菓子袋の内部に封入されており、カードの種類が多彩である。

## 歴史
1995年10月に東ハトより販売が開始された。おまけの競馬カードが競馬トレーディングカードの元祖でもあり、当時、オグリキャップ・ヒシアマゾン・ダンスパートナーなどの競馬ブーム・競馬ゲーム（ダービースタリオンなど）の人気などもあり、競馬カードも脚光を浴びることになった。本製品の成功以後、他社（バンダイ・エポック社など）からも、競馬トレーディングカードが発売されるようになった。
1996年4月には、競馬週刊誌『週刊Gallop』にて『Tohatoまねき馬倶楽部』として連載が開始。2003年4月東ハトの経営破綻により事業は縮小され、2004年3月末に出荷販売終了。以後は販売当初からこの製品の企画をしていた『株式会社プロジェクト・アド』にスナック菓子・カード・関連グッズなどの販売が引き継がれ、販売が続けられている（スナック菓子製造元は山芳製菓）。
東ハトの経営破綻以後、『週刊Gallop』の掲載ペースは、月1回（第1月曜日発売号）となった。2007年4月より競馬月刊誌『サラブレ』で連載開始。『サラブレ』には、主催イベント・通販情報などが掲載される。

## 菓子

### 競馬カード付き菓子
| シリーズ | 商品名       | 発売開始   | フレーバー       | オマケカード               | 備考                                               |
| -------- | ------------ | ---------- | ---------------- | -------------------------- | -------------------------------------------------- |
| 1        | 馬勝った!!   | 1995年10月 | 焼きイカ味       | カードNo. 無し（全21種類） | 東ハトより製造・販売開始。                         |
| 2        | まねき馬     | 1996年4月  | チーズ味         | No.001 - 023               | -                                                  |
| 3        | 馬占い       | 1996年11月 | カレー味         | No.024 - 055               | チェックリスト・ラッキーカードが追加。             |
| 4        | 馬笑         | 1997年4月  | うす塩味         | No.056 - 123               | PART 1・PART 2の2期販売制の導入。                  |
| 5        | 馬っ晴れ!    | 1997年10月 | マイルドカレー味 | No.124 - 184               | -                                                  |
| 6        | 馬結び       | 1998年4月  | コンソメ味       | No.185 - 259               | -                                                  |
| 7        | 馬祭り       | 1998年11月 | カレー味         | No.260 - 325               | -                                                  |
| 8        | 馬っ八       | 1999年5月  | マイルドチリ味   | No.326 - 386               | -                                                  |
| 9        | 馬喜び       | 1999年11月 | マイルドカレー味 | No.387 - 451               | -                                                  |
| 10       | 馬天使       | 2000年5月  | マイルドチリ味   | No.452 - 513               | -                                                  |
| 11       | 馬光         | 2000年10月 | ガーリック味     | No.514 - 575               | -                                                  |
| 12       | まねき馬21   | 2001年4月  | チーズ味         | No.576 - 617               | -                                                  |
| 13       | 馬福神       | 2002年     | -                | No.618 - 659               | -                                                  |
| 14       | 新・まねき馬 | 2002年     | -                | No.660 - 703               | -                                                  |
| 15       | 馬笑2        | 2002年     | -                | No.724 - 755               | -                                                  |
| 16       | 馬天使2      | 2003年     | -                | No.756 - 795               | -                                                  |
| 17       | 馬勝った!!2  | 2003年     | -                | No.796 - 827               | 東ハト製品の終了。                                 |
| 18       | 馬手箱       | 2004年     | -                | No.828 - 862               | 山芳製菓より製造開始。パッケージカラーは、ピンク。 |
| 19       | 馬祭         | 2004年     | うましお味       | No.863 - 895               | -                                                  |
| 20       | 馬手箱       | 2005年     | -                | No.896 - 927               | パッケージカラーは、緑。                           |
| 21       | 馬手箱       | 2005年     | -                | No.928 - 959               | パッケージカラーは、オレンジ。                     |
| 22       | 馬手箱       | 2006年     | -                | No.960 - 1000              | ミニストップで発売開始。 パッケージカラーは、緑。  |
| 23       | 馬手箱       | -          | -                | No.1001 - 1035             | -                                                  |
| 24       | 馬手箱       | -          | -                | No.1036 - 1079             | -                                                  |
| 25       | 馬手箱       | -          | -                | No.1080 - 1124             | -                                                  |
| 26       | 馬手箱       | -          | -                | No.1125 - 1170             | -                                                  |
| 27       | 馬手箱       | -          | -                | No.1071 - 1215             | -                                                  |
| 28       | 馬手箱       | -          | -                | No.1216 - 1260             | -                                                  |
| 29       | 馬手箱       | -          | -                | No.1261 -                  | -                                                  |
| 30       | 馬手箱       | 2010年     | カレー味         | -                          | パッケージカラーは、黄緑。                         |

### JRA競馬場限定販売品
- JRA競馬場オリジナル 馬手箱（2002年、No.660 - 703）
- JRA競馬場オリジナル 馬手箱（No.J-1 - J-78）
- JRA競馬場オリジナル 馬手箱（2010年、マヨネーズ味）

### 派生製品

#### 競馬ピンズ付き菓子
- 馬手箱PINS - 同シリーズの競走馬のピンズがオマケの菓子（ピンズは、現在75種類）。

## カード

### まねき馬カード
カードの総称は「まねき馬カード」と呼称され、菓子袋の内部に封入（一部例外）される。紙製で表面（写真面）ビニールがコーティングされている。菓子の油による汚れを防ぐため、カードは袋で包装されている。

### 利用
カードは、ネットオークションや収集仲間などの間で交換・売買取引がされ、カード袋を開けていない状態の方が希少価値が高い。なかでもレアカードの類は、高額で取引される。

### 種類
レギュラーカード
カード表面には、競馬レース・競走馬・種牡馬・騎手の写真、裏面には、そのプロフィール・成績が記される。
ラッキーカード
指定枚数を集めて東ハト（破綻後は、プロジェクト・アド）に送付すると景品（カードアルバムなど）と交換ができる。
チェックリストカード
通し番号のリストが記されたカード。
ゴールドカード
メタリック調のカード。レアカード。
スペシャルカード
金文字が刻まれたカード。レアカード。
レインボーカード
まねき馬倶楽部が誌上（週刊Gallop、サラブレ）でプレゼントされる七色に輝く文字が刻まれたカード。超レアカードで証明書が付属する（一部例外あり）。
イベント記念カード
まねき馬倶楽部（公式ファンクラブ）主催イベント限定のカード。レース名称・日付などが刻まれた超レアカード。
直筆サイン入りカード
騎手・馬主の直筆サインが書かれているカード。超レアカードで証明書が付属する（一部例外あり）。
エッチングカード
金属製のカード。レアカード。
カレンダーカード
裏面にカレンダーが記されたカード。

## 誌面連載
1996年4月に、競馬週刊誌『週刊Gallop』にて『Tohatoまねき馬倶楽部』として連載が開始。東ハトの経営破綻以後、『週刊Gallop』の掲載ペースは、月1回（第1月曜日発売号）となった。2007年4月より競馬月刊誌『サラブレ』で連載開始。『サラブレ』には、主催イベント・通販情報などが掲載される。

## ファンクラブ事務局
- 株式会社プロジェクト・アド
  - 〒103-0011 東京都中央区日本橋大伝馬町2-14

## 外部サイト
- 株式会社東ハト
- 株式会社プロジェクト・アドHP まねき馬倶楽部公式サイト